# Sougy-sur-Loire
Sougy-sur-Loire és un municipi francès, situat al departament del Nièvre i a la regió de Borgonya - Franc Comtat. L'any 2007 tenia 593 habitants.

## Demografia

### Població
El 2007 la població de fet de Sougy-sur-Loire era de 593 persones. Hi havia 250 famílies, de les quals 60 eren unipersonals (32 homes vivint sols i 28 dones vivint soles), 79 parelles sense fills, 99 parelles amb fills i 12 famílies monoparentals amb fills.
La població ha evolucionat segons el següent gràfic:
Habitants censats

### Habitatges
El 2007 hi havia 307 habitatges, 252 eren l'habitatge principal de la família, 45 eren segones residències i 10 estaven desocupats. Tots els 306 habitatges eren cases. Dels 252 habitatges principals, 215 estaven ocupats pels seus propietaris, 31 estaven llogats i ocupats pels llogaters i 6 estaven cedits a títol gratuït; 1 tenia una cambra, 8 en tenien dues, 46 en tenien tres, 76 en tenien quatre i 120 en tenien cinc o més. 198 habitatges disposaven pel capbaix d'una plaça de pàrquing. A 98 habitatges hi havia un automòbil i a 145 n'hi havia dos o més.

### Piràmide de població
La piràmide de població per edats i sexe el 2009 era:
| Homes | Edats   | Dones |
| ----- | ------- | ----- |
| 0     | 95 o +  | 4     |
| 0     | 90 a 94 | 4     |
| 0     | 85 a 89 | 4     |
| 0     | 80 a 84 | 4     |
| 0     | 75 a 79 | 4     |
| 16    | 70 a 74 | 4     |
| 8     | 65 a 69 | 20    |
| 20    | 60 a 64 | 12    |
| 24    | 55 a 59 | 28    |
| 16    | 50 a 54 | 24    |
| 28    | 45 a 49 | 16    |
| 28    | 40 a 44 | 24    |
| 20    | 35 a 39 | 20    |
| 20    | 30 a 34 | 28    |
| 16    | 25 a 29 | 4     |
| 20    | 20 a 24 | 12    |
| 12    | 15 a 19 | 12    |
| 20    | 10 a 14 | 12    |
| 12    | 5 a 9   | 20    |
| 8     | 0 a 4   | 4     |

## Economia
El 2007 la població en edat de treballar era de 387 persones, 273 eren actives i 114 eren inactives. De les 273 persones actives 255 estaven ocupades (138 homes i 117 dones) i 18 estaven aturades (6 homes i 12 dones). De les 114 persones inactives 50 estaven jubilades, 27 estaven estudiant i 37 estaven classificades com a «altres inactius».

### Ingressos
El 2009 a Sougy-sur-Loire hi havia 262 unitats fiscals que integraven 645,5 persones, la mediana anual d'ingressos fiscals per persona era de 17.845 €.

### Activitats econòmiques
Dels 22 establiments que hi havia el 2007, 1 era d'una empresa alimentària, 5 d'empreses de fabricació d'altres productes industrials, 4 d'empreses de construcció, 3 d'empreses de comerç i reparació d'automòbils, 1 d'una empresa de transport, 2 d'empreses d'hostatgeria i restauració, 1 d'una empresa immobiliària, 4 d'empreses de serveis i 1 d'una empresa classificada com a «altres activitats de serveis».
Dels 8 establiments de servei als particulars que hi havia el 2009, 1 era una oficina de correu, 2 paletes, 1 guixaire pintor, 1 fusteria, 2 restaurants i 1 agència immobiliària.
L'únic establiment comercial que hi havia el 2009 era una fleca.
L'any 2000 a Sougy-sur-Loire hi havia 14 explotacions agrícoles que ocupaven un total de 1.386 hectàrees.

## Equipaments sanitaris i escolars
El 2009 hi havia una escola elemental integrada dins d'un grup escolar amb les comunes properes formant una escola dispersa.

## Poblacions més properes
El següent diagrama mostra les poblacions més properes.